# Julius Adam (Maler, 1821)

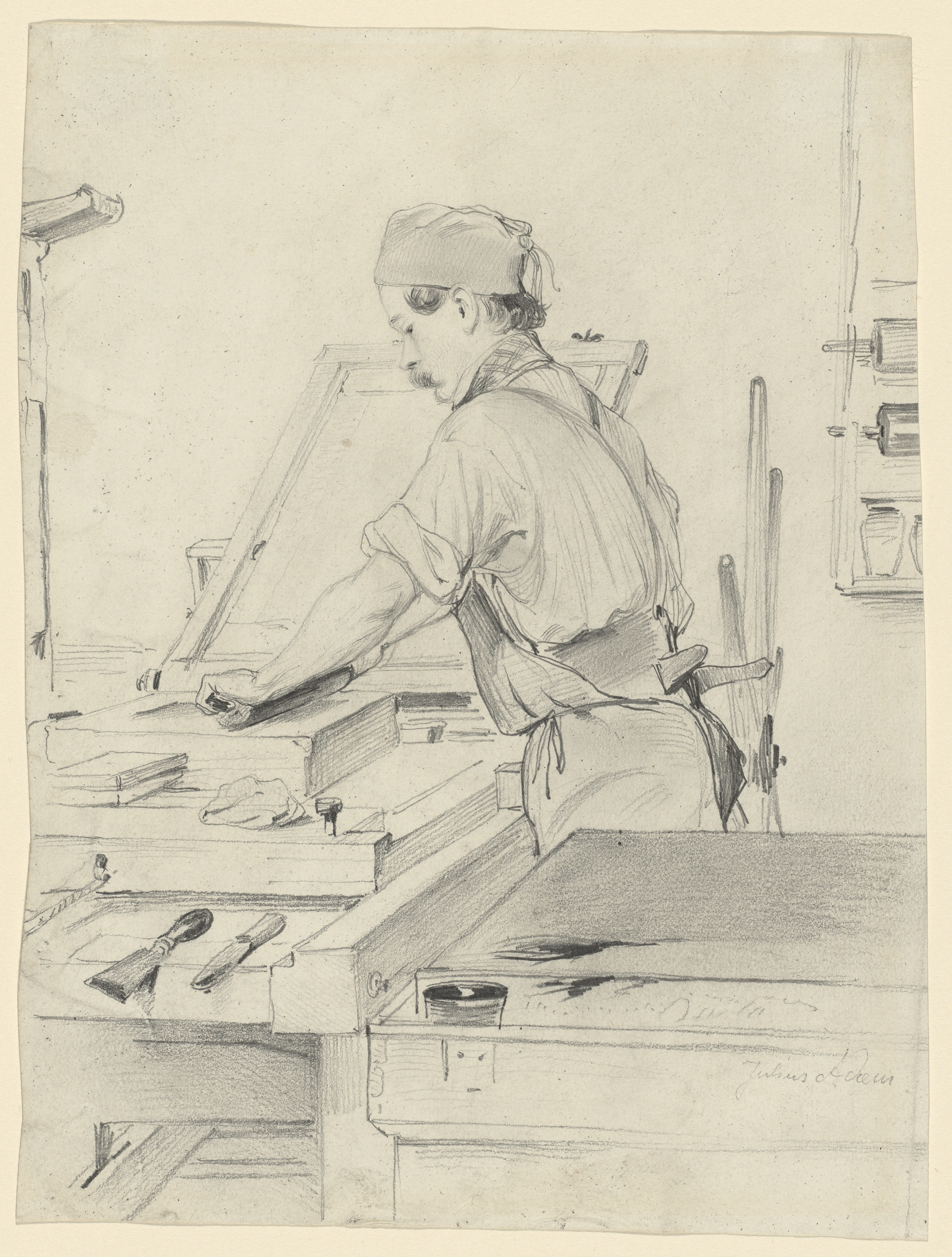
Selbstporträt bei der Arbeit an einer Steindruckpresse

Julius Adam (* 26. Januar 1821 in München; † 24. Februar 1874 ebenda) war ein deutscher Genre- und Landschaftsmaler sowie Lithograf.

## Leben
Julius Adam ist der jüngste Sohn des Schlachten-, Porträt- und Genremalers Albrecht Adam. Wie seine Brüder aus der Malerfamilie Adam Benno (1812–1892), Franz (1815–1886) und Eugen (1817–1880) wurde er Maler und Lithograf. Er lernte bei seinem Vater und zeigte bald auch Talent im Studium der Mechanik; er malte Landschaften mit Figuren und Tieren und Aquarelle. Außerdem lithografierte er die Werke seines Vaters und seiner Brüder, darunter die „Erinnerungen an die Feldzüge der kaiserlichen österreichischen Armee in Italien“ (mit Widmung an Radetzky).
Mit Joseph Albert arbeitete er an der neuen Technik der Fotografie, um auf Metallplatten einen künstlerischen Schnelldruck zu erstellen, ein epochemachendes Verfahren, das später als Lichtdruck oder Albertotypie durch Johann Baptist Obernetter zur Geltung gelangte. Julius Adam beschäftigte sich auch mit anderen mechanischen Erfindungen und mit dem Uhrenbau.
1848 heiratete er Theresa Ravizza (1825–1904). Sein gleichnamiger Sohn Julius Adam ist durch Genrebilder, insbesondere durch Katzenszenen berühmt geworden.

## Grabstätte

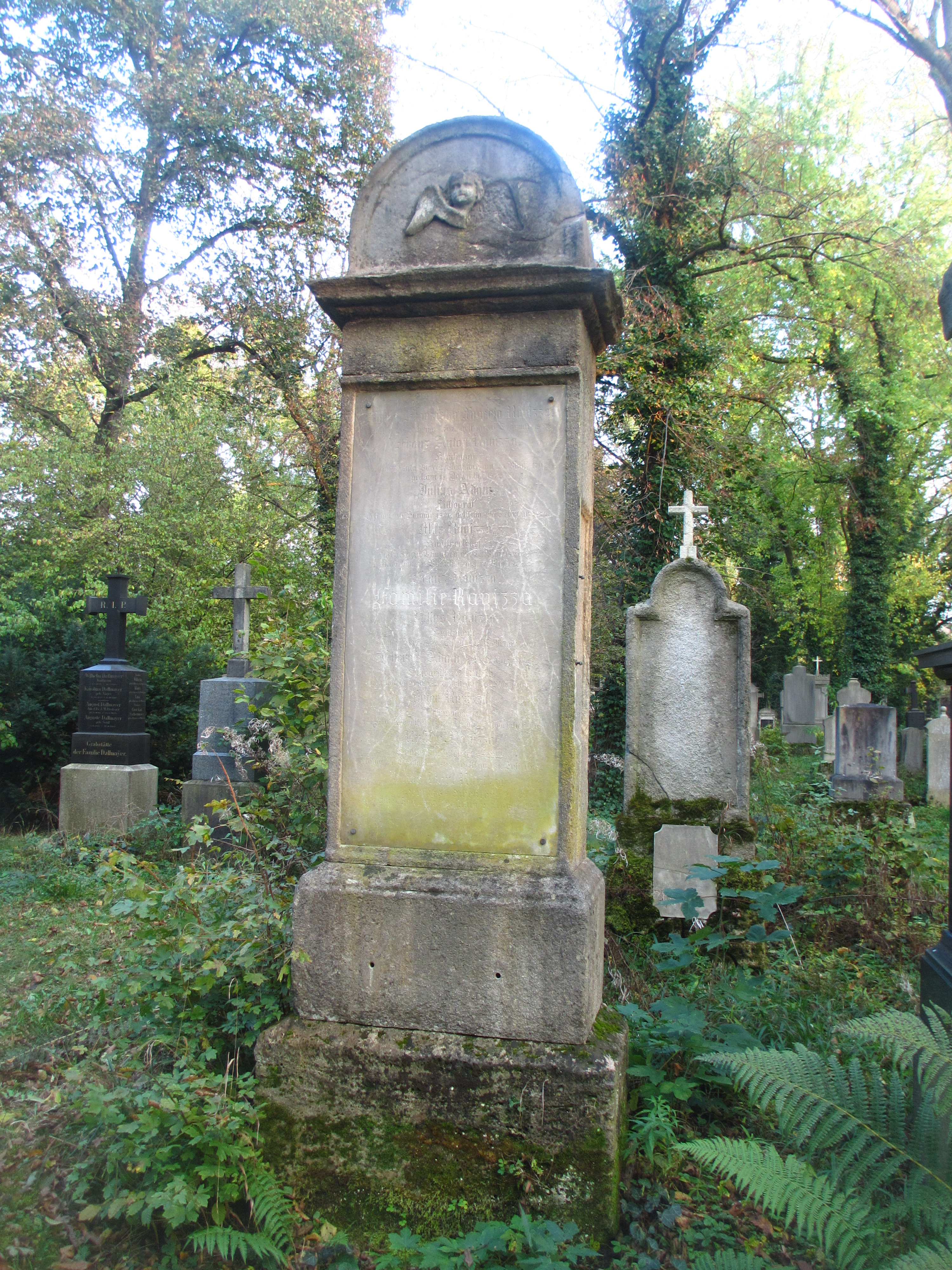
Grab von Julius Adam auf dem Alten Südlichen Friedhof in München,

Die Grabstätte von Julius Adam befindet sich auf dem Alten Südlichen Friedhof in München (Gräberfeld 33 – Reihe 13 – Platz 30), Standort.